# Сарбатоареа (Долж)
Сарбатоареа (рум. Sărbătoarea) насеље је у Румунији у округу Долж у општини Буковац. Oпштина се налази на надморској висини од 172 m.

## Историја
Судећи по имену овде су некад живели Срби - то би преведено са румунског, значило "српско место".

## Становништво
Према подацима из 2002. године у насељу је живело 766 становника, од којих су сви румунске националности.